# Ruggery Sánchez
Ruggery Sánchez Sánchez (Palmira, Táchira, 22 de julio de 1990) es un artista visual y productor audiovisual venezolano. 

## Biografía
Estudió geografía y ciencias de la tierra en la Universidad de los Andes en Venezuela y está radicado en los Estados Unidos, Atlanta desde año 2015.  Su habilidad en las artes plásticas es innata. Es el tercero de cuatro hermanos y desde niño empezó a dibujar sin tomar clases ni ir a una escuela de arte. Su estilo distintivo es el arte pop, inspirado en Andy Warhol y se expresa a través de la creación de cuadros, murales e intervenciones en textiles como calzados y ropa que llevan una misma línea gráfica.

## Premios  y Nominaciones
En el año 2022 produce junto al equipo de MundoNow el documental "El arte cruza fronteras y une amistades" cuyo contenido se centra en su vida y obra artística. Este trabajo es reconocido con el premio oro Telly en la categoría arte y entretenimiento como mejor video social en la 44° edición anual de los Premios Telly. Por este mismo documental también obtiene una nominación en los 49° Premios Emmy® de la Región Sudeste 2023 en la categoría Human Interest/Lifestyle – News

## Exposiciones
Las obras de Ruggery Sánchez han estado presente en exposiciones que buscan promover el talento de artistas latinos en los EE.UU. en el marco de la celebración del mes nacional de la herencia hispana. En el año 2022, la reconocida compañía Coca - Cola elige cinco piezas de este artista visual para ser expuestas en su sede principal en Atlanta. Esas obras son de gran valor personal para el autor y una de ellas está inspirada en su país natal. En esta obra en particular se destaca la imagen de una mujer que ha sido un símbolo icónico en el empaque de uno de los alimentos más querido por los venezolanos: la harina P. A. N., usada en la elaboración de la arepa. La obra también incluye elementos arquitectónicos propios de Venezuela, una bicicleta que representa la infancia que vivió en su país natal, el Ron Cacique, caricaturas de distintos estados y elementos representativos de la crisis de refugiados venezolana.
En el año 2021 la empresa Lyft selecciona a Ruggery Sánchez para llevar a cabo el diseño de tres murales que están ubicados en las oficinas de la corporación en la ciudad de Atlanta. Allí, el artista mezcló los colores que identifican a la marca para intervenir los muros bajo su propuesta visual pop.  Las obras de Ruggery se encuentran en distintas partes del mundo como Venezuela, Perú, Colombia, Puerto Rico, Honduras, Estados Unidos, República Dominicana y Europa.